# 广川山蛭
广川山蛭（学名：Haemadipsa guangchuanensis）为山蛭科山蛭属的动物。在中国大陆，分布于四川等地，主要生活于山区森林草丛地带。其生存的海拔上限为1800米。该物种的模式产地在四川盐边。